# Suera
Suera, en valencien, ou Sueras, en castillan (dénomination officielle bilingue depuis le 24 mai 1994,), est une commune d'Espagne de la province de Castellón dans la Communauté valencienne. Elle est située dans la comarque de Plana Baixa et dans la zone à prédominance linguistique valencienne.

## Géographie

Localisation de Suera
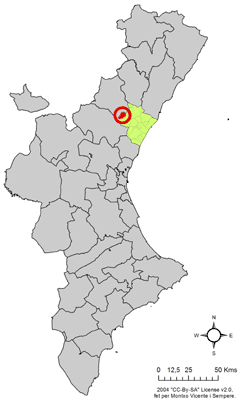
dans la Communauté valencienne.
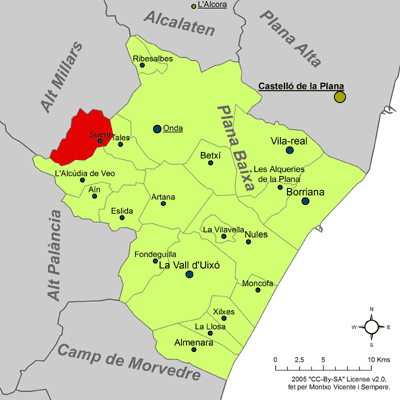
dans la comarque de Plana Baixa.